# Onthophagus griseosetosus
Onthophagus griseosetosus é uma espécie de inseto do género Onthophagus da família Scarabaeidae da ordem Coleoptera.

## História
Foi descrita cientificamente pela primeira vez no ano Arrow por 1931.